# Welcome 2 America
Welcome 2 America é um álbum póstumo do cantor americano Prince, lançado pela NPG Records em 30 de julho de 2021. É o primeiro álbum de estúdio completo inédito de Prince a ser lançado postumamente.

## Antecedentes
O álbum foi gravado entre março e abril de 2010, enquanto Prince e sua banda de apoio se preparavam para a turnê Welcome 2. No entanto, ele permaneceria engavetado por onze anos. Possivelmente por causa de sua declaração "A Internet acabou".

## Recepção da crítica
Alexis Petridis, do The Guardian, chamou de "melhor álbum de suas últimas duas décadas". Scott Bauer, do Chicago Sun-Times, disse que "o álbum fala de temas como racismo, igualdade, grande tecnologia e o que significa ser humano, que parece a trilha sonora dos anos desde a morte prematura de Prince e é quase como se ele soubesse que (o ábum) significaria mais em 2021 do que quando foi gravado pela primeira vez".
Craig Jenkins, da Vulture, disse que "o álbum é uma delícia e facilmente o melhor da série final de álbuns dele". Os sulcos são herméticos e alegres. Mas ele também está falando de forma comovente para um clima político em mudança, como faria alguns anos depois com a música de protesto "Baltimore", de seu álbum Hit n Run Phase Two (2015).

## Faixas
| Edição padrão  |                                        |                |                      |         |  |
| N.º            | Título                                 | Compositor(es) | Produtor(es)         | Duração |  |
| 1.             | "Welcome 2 America"                    | Prince         | Prince Mr. Hayes [A] | 5:23    |  |
| 2.             | "Running Game (Son Of A Slave Master)" | Prince         | Prince Hayes [A]     | 4:05    |  |
| 3.             | "Born 2 Die"                           | Prince         | Prince Hayes [A]     | 5:03    |  |
| 4.             | "1000 Light Years From Here"           | Prince         | Prince               | 5:46    |  |
| 5.             | "Hot Summer"                           | Prince         | Prince Hayes [A]     | 3:32    |  |
| 6.             | "Stand Up And B Strong"                | Dave Pirner    | Prince               | 5:18    |  |
| 7.             | "Check The Record"                     | Prince         | Prince               | 3:28    |  |
| 8.             | "Same Page, Different Book"            | Prince         | Prince Hayes [A]     | 4:41    |  |
| 9.             | "When She Comes"                       | Prince         | Prince               | 4:46    |  |
| 10.            | "1010 (Rin Tin Tin)"                   | Prince         | Prince               | 4:42    |  |
| 11.            | "Yes"                                  | Prince         | Prince               | 2:56    |  |
| 12.            | "One Day We Will All B Free"           | Prince         | Prince               |         |  |
| Duração total: | Duração total:                         | Duração total: | Duração total:       | 54:30   |  |

Notas
A  - denota co-produtores